# Bachelor Bait
Bachelor Bait è un film del 1934 diretto da George Stevens. Fu il primo film che il regista girò per la RKO.

## Produzione
Il film, prodotto dalla RKO Radio Pictures con il titolo di lavorazione The Great American Harem, fu girato  nel maggio 1934. Le riprese, iniziate il 4 maggio, durarono fino a metà maggio 1934.

## Distribuzione
Il copyright del film, richiesto dalla RKO Radio Pictures, Inc., fu registrato il 27 luglio 1934 con il numero LP4874.
Distribuito dalla RKO Radio Pictures, uscì nelle sale statunitensi il 27 luglio 1934, dopo una prima tenuta il 20 luglio. Nel 1955, il film fu trasmesso in televisione.